# أولاد خلوف (الجزائر)
أولاد اخلوف هي إحدى بلديات ولاية ميلة الجزائرية سميت أولاد اخلوف نسبة إلى سكانها الاصليين، تحتل البلدية موقع استراتيجي تحداها ولاية باتنة ودائرة تاجنانت وشلغوم العيد
تعتبر بلدية أولاد اخلوف من البلديات الأثرية حيث تم مؤخراً اكتشاف معالم أثرية بمشتى عين الكرمة الواقعة جنوب البلدية